# Talovka (Krasnoiarsk)
|  | Per a altres significats, vegeu «Talovka». |

Talovka (en rus: Таловка) és un poble del krai de Krasnoiarsk, a Rússia, segons el cens del 2010 tenia 822 habitants. Pertany al districte municipal de Bolxaia Murtà.